# Paulo Fonseca
Paulo Alexandre Rodrigues Fonseca (* 5. März 1973 in Nampula, Mosambik) ist ein ehemaliger portugiesischer Fußballspieler und heutiger Fußballtrainer. Seit Januar 2025 trainiert er Olympique Lyon.

## Karriere

### Spielerkarriere
Paulo Fonseca wuchs in der Nähe von Lissabon auf und begann seine fußballerische Karriere beim FC Barreirense (1991–1995). Weitere Stationen als Spieler waren Leça, Belenenses, Marítimo, Vitoria Guimarães und zuletzt bei CF Estrela Amadora (2000–2005).

### Trainerkarriere
Über verschiedene unterklassige Stationen kam er als Trainer zur Saison 2011/12 zu Desportivo Aves in die 2. portugiesische Fußballliga. Mit der Mannschaft beendete er die Spielzeit auf dem 3. Tabellenplatz und verpasste damit knapp den Aufstieg in die 1. Liga. Im Sommer 2012 zog Fonseca nach seinem ersten Jahr im Profifußball weiter und wurde der neue Cheftrainer vom FC Paços de Ferreira in der erstklassigen Primeira Liga. Unter Fonseca absolvierte der Verein in der Saison 2012/13 die bisher beste Spielzeit in der Vereinsgeschichte und schloss die Saison auf dem 3. Tabellenplatz ab. 
Fonseca verließ den Verein bereits nach einem Jahr und übernahm den amtierenden Meister FC Porto. In seinem ersten Spiel als Trainer von Porto konnte er im Superpokal gegen Vitória Guimarães durch einen deutlichen 3:0-Sieg auch seinen ersten Titel als Trainer feiern. Im weiteren Verlauf des Jahres blieb die Saison 2013/14 aber sehr durchwachsen für Fonseca und den FC Porto. In der Champions League schied der Verein bereits in der Gruppenphase vorzeitig aus dem Wettbewerb aus und in der Liga hatte Porto neun Punkte Rückstand auf Tabellenführer Benfica Lissabon. Daraufhin einigten sich Porto und Fonseca Anfang März 2014 vorzeitig auf eine Vertragsauflösung und Luís Castro übernahm seine Rolle als Interimstrainer.
Fonseca kehrte für die Spielzeit 2014/15 zum FC Paços de Ferreira zurück, konnte dort aber nicht die Erfolge seiner ersten Amtszeit wiederholen. Im Sommer 2015 übernahm er Sporting Braga und gewann mit dem Verein im Finale gegen seinen ehemaligen Arbeitgeber FC Porto den nationalen Pokal. Wie schon in den vorherigen Stationen verließ er auch Braga bereits nach einem Jahr und wechselte in die Ukraine zu Schachtar Donezk. Mit den Ukrainern gewann er in den folgenden drei Spielzeiten jeweils das Double aus Meisterschaft und Pokal. Danach verbrachte er jeweils zwei Saisons bei der AS Rom und der OSC Lille.
Im Sommer 2024 wurde er der Cheftrainer der AC Mailand. Trotz großer Siege, etwa im Stadtderby gegen Inter Mailand oder in der Champions League bei Real Madrid, konnte die Mannschaft unter Fonseca in der Liga nicht konstant punkten. Nach 17 Ligaspielen lagen die Mailänder acht Punkte hinter den Champions-League-Rängen, weshalb Fonseca bereits Ende Dezember 2024 vorzeitig freigestellt wurde.
Ende Januar 2025 übernahm er Olympique Lyon. Dort wurde er nach einem Ausraster gegenüber Schiedsrichter Benoît Millot beim 2:1-Sieg über Stade Brest am 2. März 2025 für 9 Monate bis zum 30. November 2025 gesperrt. Die Mannschaftskabine darf er zudem bis zum 15. September 2025 nicht betreten.

## Erfolge
Vereinstitel als Trainer
- Portugiesischer Superpokalsieger: 2013 (FC Porto)
- Portugiesischer Pokalsieger: 2015/16 (Sporting Braga)
- Ukrainischer Meister: 2016/17, 2017/18, 2018/19 (Schachtar Donezk)
- Ukrainischer Pokalsieger: 2016/17, 2017/18, 2018/19 (Schachtar Donezk)
- Ukrainischer Superpokalsieger: 2017 (Schachtar Donezk)

Individuelle Auszeichnungen
- Trainer der Saison: Premjer-Liha 2016/17[13]

## Persönliches
Paulo Fonseca wurde 1973 in Mosambik als Sohn eines portugiesischen Marinesoldaten geboren. Nach der Unabhängigkeit von Mosambik im Jahr 1975 zog er mit seiner Familie nach Portugal und wuchs in Barreiro auf.